# Harry Trevaldwyn
Harry David Trevaldwyn (* 14. Februar 1994 in Oxford, England) ist ein britischer Schauspieler, Drehbuchautor, Filmproduzent und Komiker.

## Leben
Trevaldwyn wurde am 14. Februar 1994 in Oxford geboren. Das erste Mal in die Öffentlichkeit rutschte er durch im Internet von ihm selbst hochgeladene Videos, in denen er verschiedene Charaktere mimte. Sein Filmschauspieldebüt gab er 2019 in einer Nebenrolle als Dartmouth in der Filmproduktion The King. 2022 war er als Schauspieler unter anderen in den Filmproduktionen The Bubble und Billi zu sehen und spielte in acht Episoden der Fernsehserie Ten Percent die Rolle des Ollie Rogers. 2023 spielte er die wiederkehrende Rolle des Jordan in der Fernsehserie Smothered. 2025 spielte er in Drachenzähmen leicht gemacht die Rolle des Taffnuss Thorston.

## Filmografie (Auswahl)

### Schauspieler
- 2019: The King
- 2022: The Bubble
- 2022: Ten Percent (Fernsehserie, 8 Episoden)
- 2022: Billi (Fernsehfilm)
- 2022: Ellie & Natasia (Fernsehserie, Episode 1x06)
- 2022: I Hate You (Miniserie, Episode 1x05)
- 2023: Sweet Sue
- 2023: Smothered (Fernsehserie, 5 Episoden)
- 2024: Die frei erfundenen Abenteuer von Dick Turpin (The Completely Made-Up Adventures of Dick Turpin, Fernsehserie, Episode 1x01)
- 2024: The Outlaws (Fernsehserie, 4 Episoden)
- 2024: My Lady Jane (Fernsehserie, 2 Episoden)
- 2024: Idiomatic (Kurzfilm)
- 2024: The Acolyte (Fernsehserie, 2 Episoden)
- 2025: Drachenzähmen leicht gemacht (How to Train Your Dragon)
- 2025: My Oxford Year

### Filmschaffender
- 2022: Billi (Fernsehfilm; Drehbuch, Produktion)